# Villa Sommerach

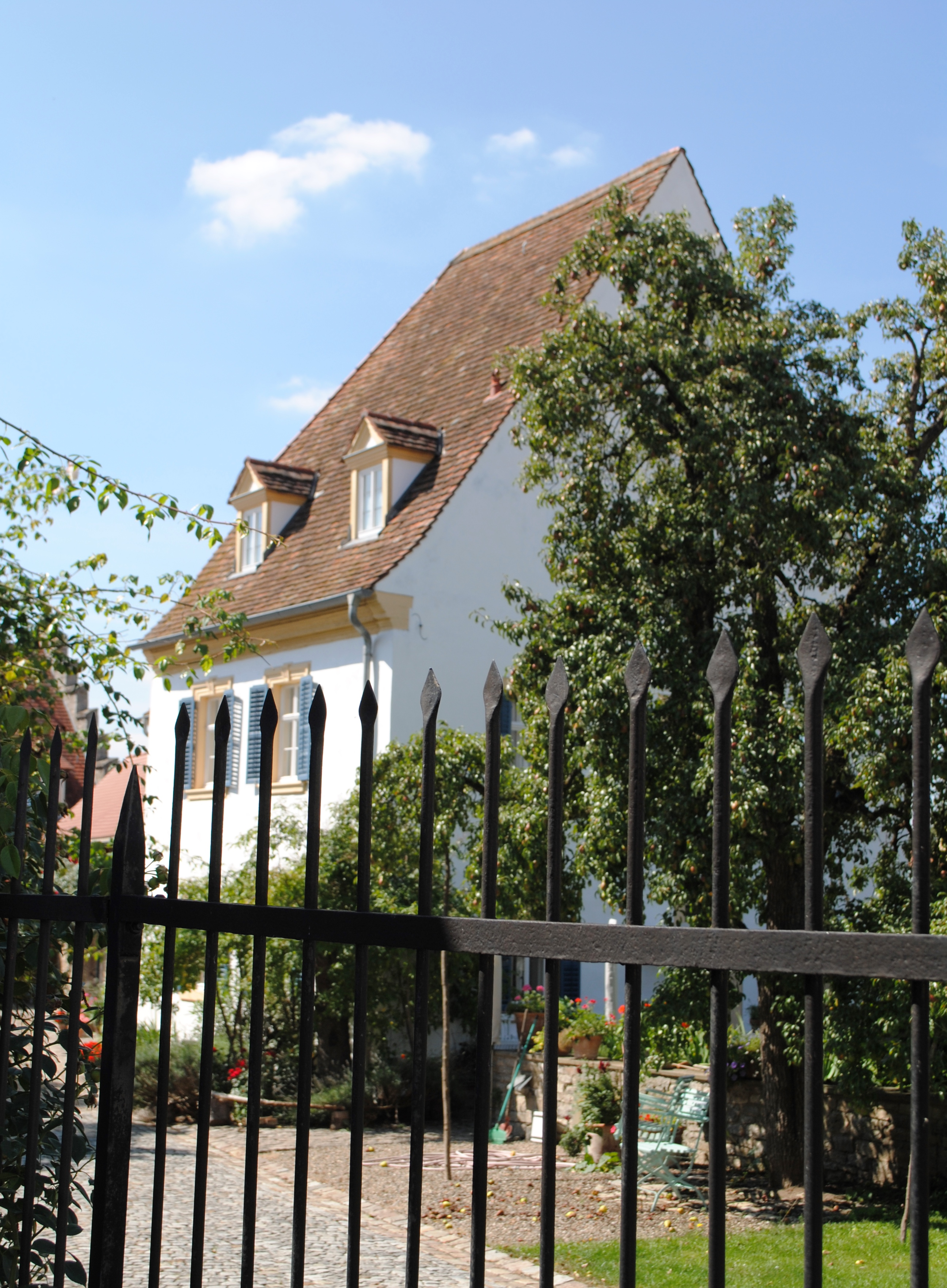
Die Villa in Sommerach

Die sogenannte Villa Sommerach ist ein Hotelgebäude in der unterfränkischen Gemeinde Sommerach auf der Weininsel. Sie steht am Rande des Altortes in der Nordheimer Straße. Das Gebäude wurde vor dem letzten Umbau „Hehns-Haus“ genannt.

## Geschichte
Das Gelände, auf dem das Haus steht, wurde bereits im Jahr 1295 von den Grafen zu Castell an das Kloster Münsterschwarzach verpfändet. Es lag damals noch vor den Mauern des Dorfes. Eventuell richteten die Münsterschwarzacher Äbte dort ihr erstes Verwaltungsgebäude ein. Dies belegen auch Gebäudereste, die im 15. Jahrhundert erbaut wurden. Im Jahr 1653 kam es zu Streitigkeiten um das Gelände. Als Schlichter riefen die Parteien den Justiziar Johannes Fegelein hinzu, der im Jahr 1668 kurzerhand das Gebäude selbst pachtete.
Er formte das Gebäude zur Communitas Fegelein um und kaufte 1679 das Haus für seine Familie. Der nächste Bewohner war der Metzgermeister Johannes Georg Fegelein, der am 31. Oktober 1673 geboren wurde. Sein Sohn Michael Fegelein ließ das Gebäude um 1750 barockisieren. Ihm folgte die Nichte Eva Barbara Fegelein als Hausbewohnerin nach, die im Jahr 1773 Andreas Zänglein heiratete. Im folgenden Jahrhundert musste das Gebäude erneut umgestaltet werden: Ein Brand machte die Renovierung notwendig.
Zu Beginn des 20. Jahrhunderts zog der Bürgermeister in Sommerach, Kaspar Hehn, in das Haus ein. Die Familie Hehn bewohnte das Gebäude bis in die 1970er Jahre, bevor die Winzergenossenschaft das Gebäude erwarb. Im Jahr 1991 wurde das Haus von Marianne und Holger Denecke erworben, umfassend renoviert und in ein Hotel umgestaltet, das sich seit 2015 im Besitz des Weingutes Max Müller I aus Volkach befindet. Das Bayerische Landesamt für Denkmalpflege ordnet das Haus als Baudenkmal unter der Nummer D-6-75-169-42 ein.

## Architektur
Die Villa ist ein zweigeschossiger Zweiflügelbau mit einem Anbau mit Satteldach. Der Hauptbau hat auf einer Seite ein Halbwalmdach. Alle Fenster haben geohrte Rahmungen. Die heutige Form entstand im 18. Jahrhundert. Einige Zimmer haben stuckierte Decken. Mehrere Medaillons mit Blattornament oder biblischen Darstellungen wie des Propheten Elias (im sogenannten Fürstenzimmer) wurden bei der letzten Renovierung freigelegt.
Eine Scheune, die an das Gebäude anschließt, stammt aus dem 16. Jahrhundert. Sie besitzt Treppengiebel und wurde in den letzten Jahrhunderten mehrmals als Stall zweckentfremdet.